# Weberstraße 18, 18a (Quedlinburg)

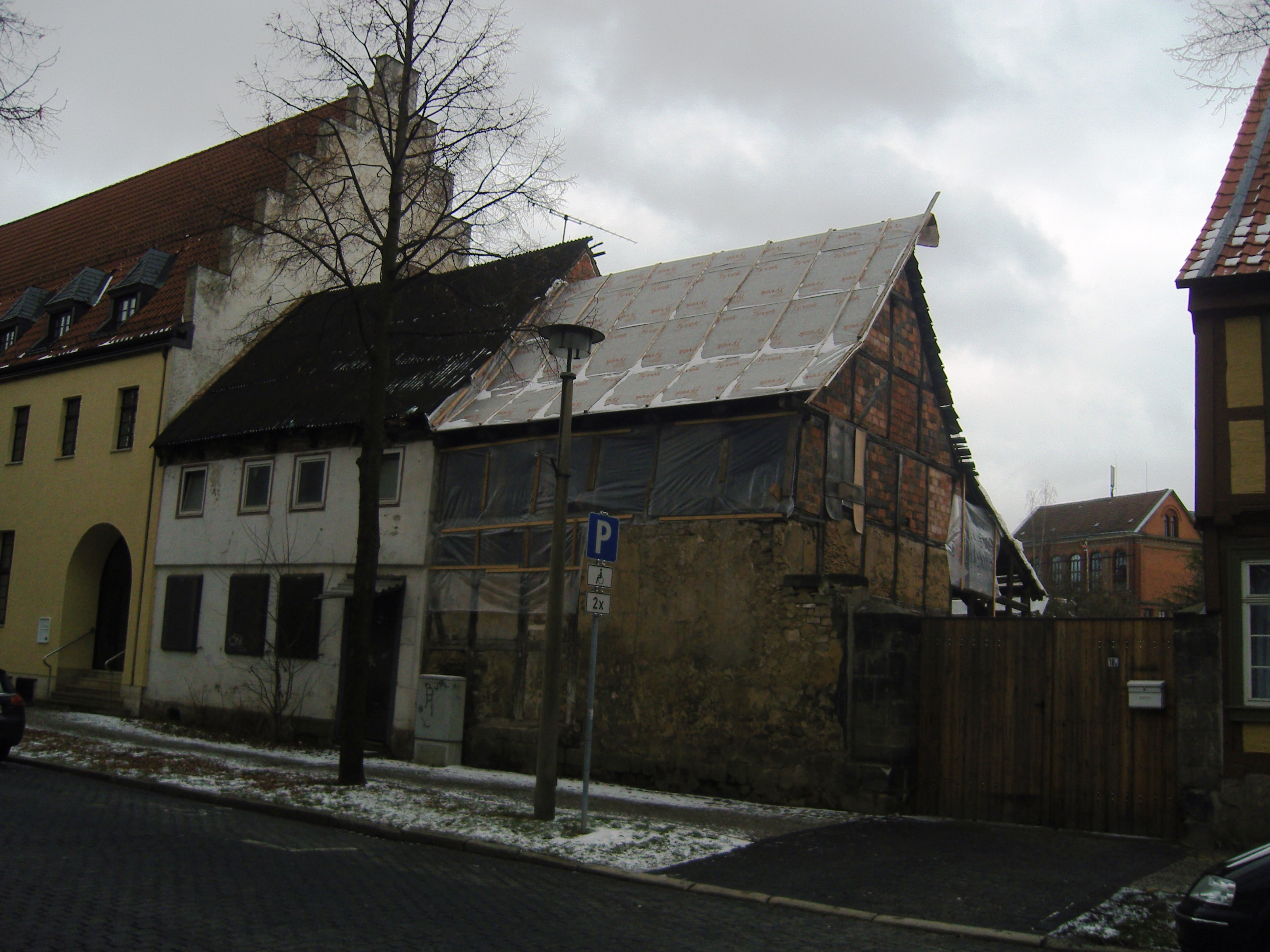
Haus Weberstraße 18, 18a

Das Haus Weberstraße 18, 18a ist ein denkmalgeschütztes Gebäude in der Stadt Quedlinburg in Sachsen-Anhalt.

## Lage
Es befindet sich im nördlichen Teil der historischen Quedlinburger Neustadt und gehört zum UNESCO-Weltkulturerbe. Im Quedlinburger Denkmalverzeichnis ist es als Ackerbürgerhof eingetragen. Südlich grenzt das gleichfalls denkmalgeschützte Haus Weberstraße 15, 17 an.

## Architektur und Geschichte
Das kleine Gehöft stammt aus dem frühen 18. Jahrhundert. Das mit seiner Traufseite zur Straße ausgerichtete Wohnhaus des Anwesens entstand in Fachwerkbauweise, wobei die Fassade jedoch verputzt ist. Das Erdgeschoss wurde im 19. Jahrhundert verändert. Aus dieser Zeit stammen die Haustür und die Fensterläden.
Nördlich an das Wohnhaus schließt sich ein ebenfalls als Fachwerkbau ausgeführtes Wirtschaftsgebäude an. Auch dieses Haus zieht sich an der Straße entlang.